# Mychajło Mychałyna
Mychajło Mychajłowycz Mychałyna, ukr. Михайло Михайлович Михалина, Mychajło Mychajłowycz Mychalyna, ros. Михаил Михайлович Михалина, Michaił Michajłowicz Michalina, słow. Michal Michalina, węg. Mihalina Mihály (ur. 15 marca 1924 w Poroszkowie, zm. 30 sierpnia 1998 w Użhorodzie) – radziecki piłkarz pochodzenia węgierskiego grający na pozycji obrońcy lub pomocnika, trener piłkarski. Od 1952 Mistrz Sportu, a od 1955 Zasłużony Mistrz Sportu ZSRR.

## Kariera piłkarska

### Kariera klubowa
Karierę piłkarską rozpoczął w juniorskiej drużynie klubu Ruś Użhorod, w barwach którego zadebiutował w drugiej lidze Czechosłowacji (1938) і w mistrzostwie Węgry w piłce nożnej (1939-1943), skąd grał w składu głównej drużyny klubu (1943-1944). W 1945 trafił do Dynama Użhorod, a w 1946 do drugoligowej drużyny Spartaka Użhorod. W listopadzie 1948 roku został zaproszony do Dynama Kijów, w którym w 1952-1954 pełnił rolę kapitana drużyny. W 1952 był wybrany do listy 33 najlepszych piłkarzy ZSRR (lista № 2) i 6 najlepszych piłkarzy USRR (№ 3), w latach 1952–1955 występował w drugiej reprezentacji ZSRR i również bronił barw reprezentacji Ukraińskiej SRR. Po siedmiu sezonach w Dynamie w 1956 wrócił do Spartaka, w którym zakończył karierę piłkarską.

## Kariera trenerska
Po zakończeniu kariery zawodniczej ukończył studia w Instytucie Kultury Fizycznej w Kijowie. Od lipca 1956 pracował na stanowisku głównego trenera w klubach Spartak Użhorod, który później zmienił nazwę na Werchowyna Użhorod. W latach 1969–1970 prowadził Bukowynę Czerniowce, a do czerwca 1971 Spartak Iwano-Frankowsk. Następnie pracował na stanowisku głównego trenera Zakarpackiego Obwodowego Komitetu Sportowego. Od 4 października 1974 do końca 1975 ponownie trenował użhorodzki klub, który tym razem nazywał się Howerła. Potem w latach 1976–1978 oraz 1983-1990 był starszym trenerem Szkółki Sportowej „Spartak Użhorod” w Czopu. W międzyczasie (1979-1982) był jednym z trenerów w Szkole Piłkarskiej w Irszawie. Również w latach 1977–1983 oraz 1991-1995 pełnił funkcje Przewodniczącego Zakarpackiego Oddziału Związku Piłki Nożnej.

## Sukcesy i odznaczenia

### Sukcesy klubowe
- mistrz Spartakiady USRR w piłce nożnej: 1945
- mistrz Drugiej Grupy ZSRR (USRR): 1946
- mistrz I ligi radzieckiej w piłce nożnej (dublerzy): 1949
- wicemistrz ZSRR: 1952
- zdobywca Pucharu ZSRR: 1954

### Odznaczenia
- był wybrany do listy 6 najlepszych piłkarzy USRR: (№ 3) 1952
- tytuł Mistrza Sportu ZSRR: 1952
- był wybrany do listy 33 najlepszych piłkarzy ZSRR: (№ 2) 1952
- tytuł Zasłużonego Mistrza Sportu ZSRR: 1955